# Museo de Arte Samuel P. Harn
El Museo de Arte Samuel P. Harn es un museo de arte de la Universidad de la Florida en Gainesville. Está en el área de UF Cultural Plaza en la parte suroeste del campus.
El Museo es una instalación de 112 800 pies cuadrados, lo que lo convierte en uno de los museos de arte universitarios más grandes del  sur de Estados Unidos. Esto incluye 40 400 pies cuadrados de espacio para exposiciones, 5 espacios de jardín, un auditorio de 250 asientos, una tienda, un centro de estudios, una cafetería y espacios para aulas. El museo tiene una colección permanente y una variedad de exposiciones temporales. La colección permanente cuenta con más de 11 300 objetos, que se centran en arte oriental, africano, moderno y contemporáneo, así como en la fotografía. El museo patrocina exposiciones internacionales y en el centro de Florida. La universidad patrocina programas educativos en el museo que incluyen películas, conferencias, actividades interactivas y ofertas escolares y familiares.
En octubre de 2005, el Museo se expandió en más de 18 000 pies cuadrados (1672,3 m²)  con la inauguración del Pabellón Mary Ann Harn Cofrin, que incluye nuevas áreas educativas y de encuentro, y el Camellia Court Cafe, el primer restaurante para visitantes de la Cultural Plaza.
El museo está acreditado por la Alianza Americana de Museos.

## Historia
El Museo de Arte recibe su nombre en honor a Samuel Peebles Harn (1893-1957), cuya viuda, tres hijas, yernos y nietos hicieron la donación a la Universidad de la Florida para la construcción del museo. La familia prometió más de $ 3 millones de dólares para la construcción de un museo de arte en 1983. El Museo abrió el 20 de septiembre de 1990.
En 2000, la familia de David A. Cofrin hizo una donación para financiar una adición de 18 000 pies cuadrados. La adición, denominada Pabellón Mary Ann Harn Cofrin, se inauguró en octubre de 2005. El Pabellón Cofrin cuenta con 6500 pies de espacio de exhibición de arte contemporáneo internacional, el Camellia Court Café, una plaza al aire libre y el Goforth Learning Center, que se utiliza para reuniones, programas y actividades educativas.

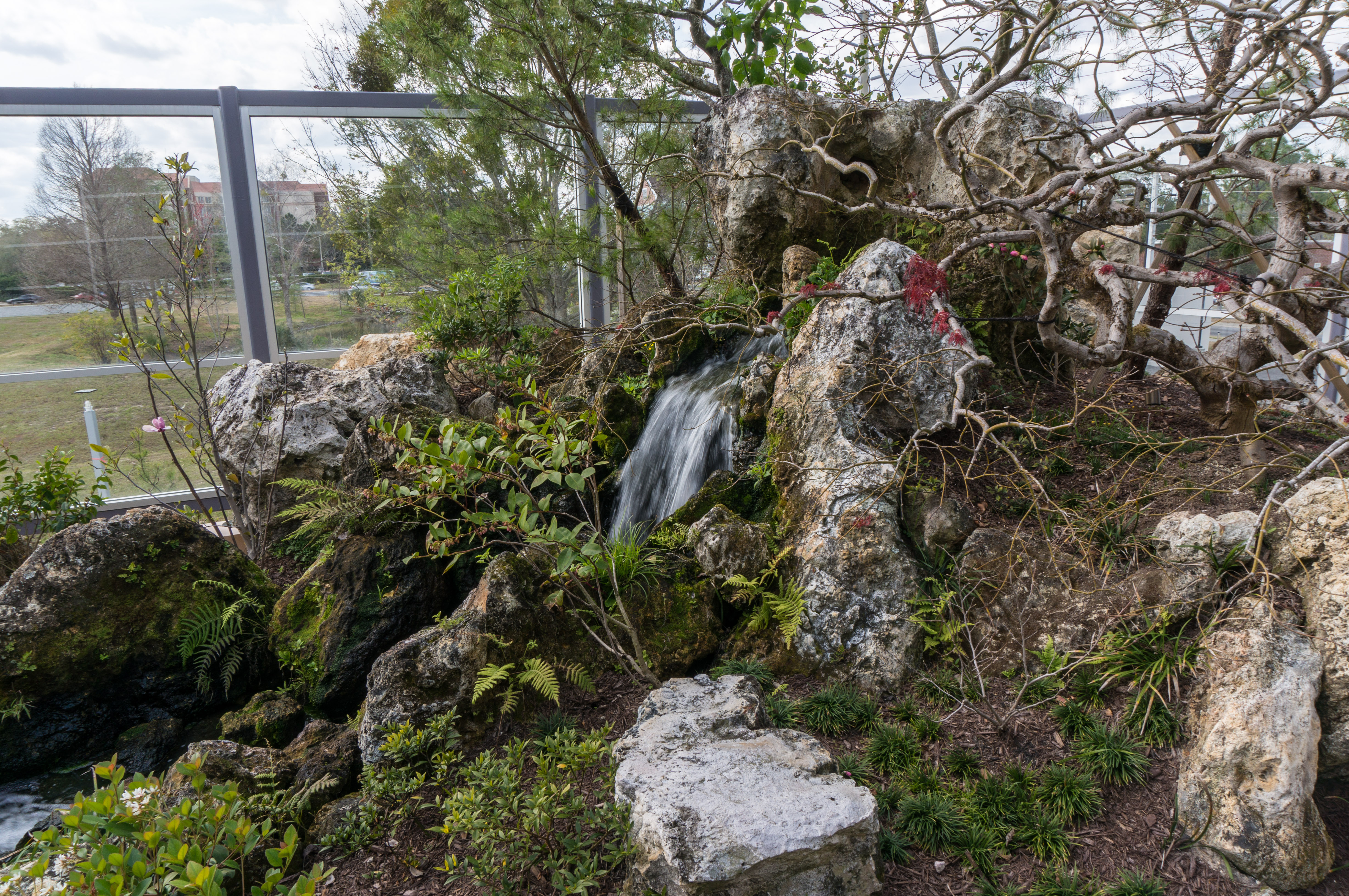
Jardín al aire libre junto al ala de arte asiático

El 6 de febrero de 2008, el Dr. y la Sra. Cofrin hicieron un compromiso de US$ 10 millones con la Universidad de la Florida para financiar la adición de una nueva ala dedicada al arte asiático. Inaugurada en 2012 en el lado noroeste del museo, la adición de 26 000 pies cuadrados cuenta con una galería de arte asiático, oficinas curatoriales y espacio de almacenamiento y conservación de arte para las colecciones asiáticas. La expansión incluyó un jardín asiático al aire libre para complementar la nueva ala.

## Gestión
El director fundador del Museo de Arte fue Budd Harris Bishop, quien anteriormente estuvo en el Museo de Arte de Columbus. Se incorporó en 1987 y seleccionó al arquitecto, contrató personal y aumentó significativamente la colección durante su mandato. Bishop se desempeñó como director hasta 1998.  
Rebecca Nagy se desempeñó como directora del museo durante 16 años hasta su jubilación en 2018.
En julio de 2018, Lee Anne Chesterfield (del Museo de Bellas Artes de Virginia) comenzó a desempeñarse como directora del Museo Harn.

## Arquitectura

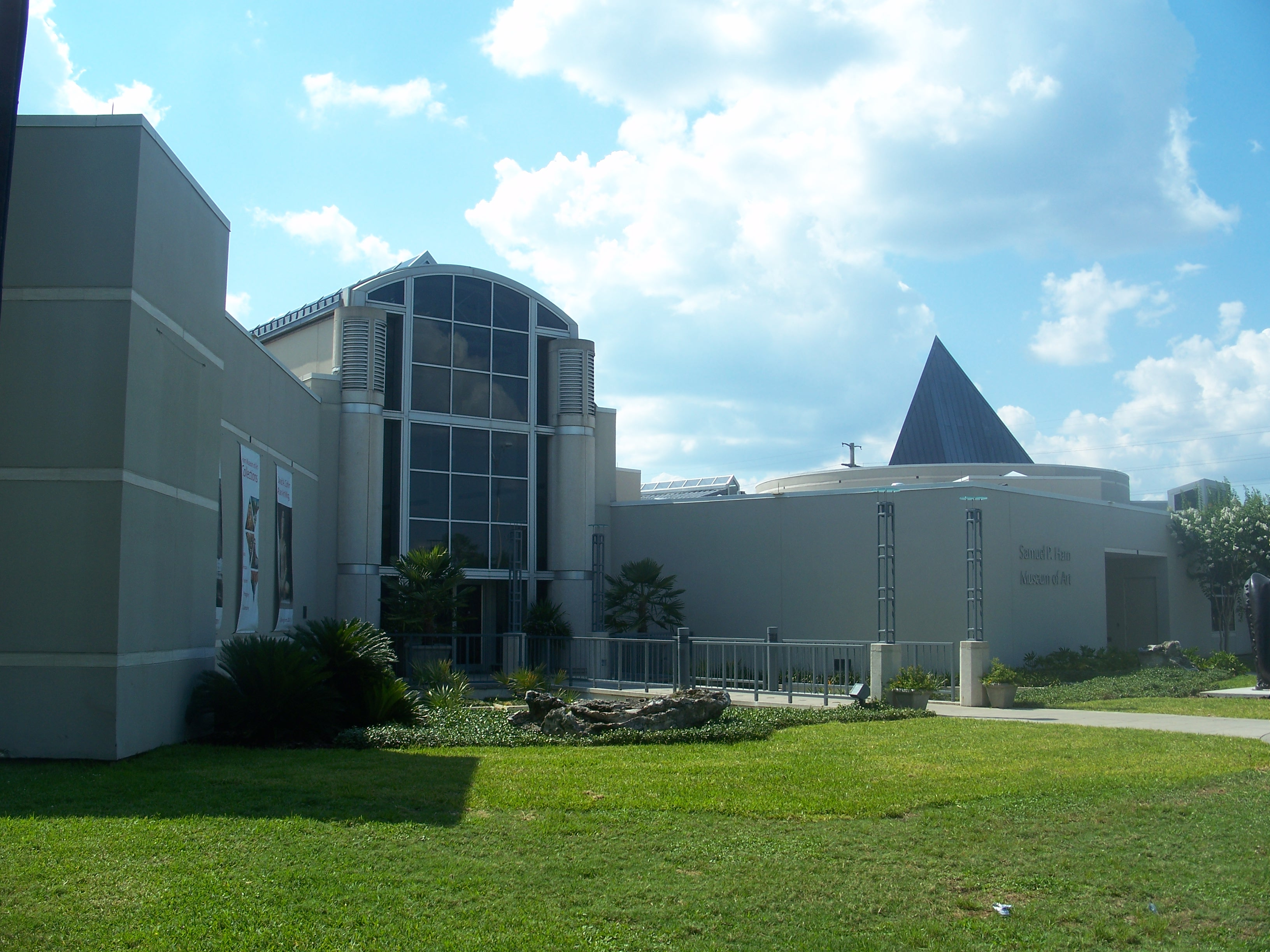
Arquitectura del Museo Harn

La arquitectura original del Museo fue diseñada por Kha Le-Huu, nativo de Vietnam del Sur y exalumno de arquitectura de la Universidad de Florida. Según los informes, Le-Huu diseñó el edificio para incluir sensibilidades budistas en el jardín de entrada junto con su estética contemporánea para elementos geométricos, incluido el uso del tetraedro. Kha Le-Huu & Partners de Orlando, Florida también diseñó el ala adicional para el arte asiático, que se completó en 2011.
El Museo cuenta con varios jardines al aire libre, incluido un jardín acuático asiático y un jardín de rocas asiático diseñado por Hoichi Kurisu de Kurisu International. El programa Arts in Medicine (AIM) de la Universidad de Florida trabaja junto con los pacientes para generar nuevos patrones para el jardín de rocas zen como una forma de terapia en el Museo Harn.  Dos jardines adicionales, del paisajista Aaron Lee Wiener, se pueden ver desde las galerías.